# Короткохвостый питон
Короткохвостый питон, или пёстрый питон (лат. Python curtus) — вид змей из семейства питонов, обитающий в Юго-Восточной Азии.

## Описание
Общая длина колеблется от 1,5 до 3 м, вес — от 15 до 18 кг. Голова плоская, треугольная. Туловище очень мощное, толстое. Хвост очень короткий и тонкий. Окраска яркая и пёстрая, имеет кирпично-красный цвет со светлыми полосами вдоль боков. Часто встречаются полностью чёрные представители.

## Образ жизни
Населяет густые и болотистые леса, места вблизи воды. Встречается на высоте до 2000 м над уровнем моря. Активна ночью. Питается млекопитающими и птицами.

## Размножение
Это яйцекладущая змея. Самка откладывает 10-16 яиц. Молодые питоны появляются через 3 месяца.

## Распространение
Обитает на острове Суматра. Встречается на полуострове Малакка, иногда на юге Вьетнама.